# Santa Maria da Graça
Santa Maria da Graça – dawna parafia (freguesia) gminy Setúbal i jednocześnie miejscowość w Portugalii. W 2011 zamieszkiwało ją 7 620 mieszkańców, na obszarze 0,75 km².